# Susanna Hoffs
Susanna Lee Hoffs (ur. 17 stycznia 1959 w Los Angeles) – amerykańska wokalistka, gitarzystka, aktorka i autorka tekstów. Jedna ze współzałożycielek żeńskiej grupy pop-rockowej The Bangles.

## Młodość
Hoffs urodziła się w Los Angeles w rodzinie żydowskiej. Jest córką reżyserki, producentki i scenarzystki filmowej Tamary Ruth (z domu Simon) i Joshuy Allena Hoffsa, psychoanalityka. Gdy Susanna Hoffs była dzieckiem, słuchała wraz z matką muzyki zespołu The Beatles. W wieku nastoletnim zaczęła grać na gitarze. Hoffs uczęszczała do Palisades High School w Pacific Palisades, Los Angeles, którą ukończyła w 1976 r. Podczas nauki w koledżu pracowała jako asystentka producenta filmowego. Zadebiutowała w 1978 r. rolą w filmie Stony Island.
W 1980 r. Hoffs ukończyła studia na Uniwersytecie Kalifornijskim z tytułem licencjata. Gdy rozpoczynała studia, była miłośniczką zespołów grających klasyczny rock na stadionach. Podczas studiów wzięła udział w finałowym występie Sex Pistols na Winterland Ballroom oraz w koncercie Patti Smith. Obcowanie z muzyką punkrockową skłoniło ją do zmiany kariery z aktorki na gitarzystkę.

## Życie prywatne
W 1993 r. Hoffs poślubiła Jaya Roacha, który później wyreżyserował trylogię Austin Powers, Meet the Parents i Meet the Fockers. Hoffs i Roach doczekali się dwóch synów. Roach przeszedł na judaizm przed ślubem z Hoffs.

## Dyskografia

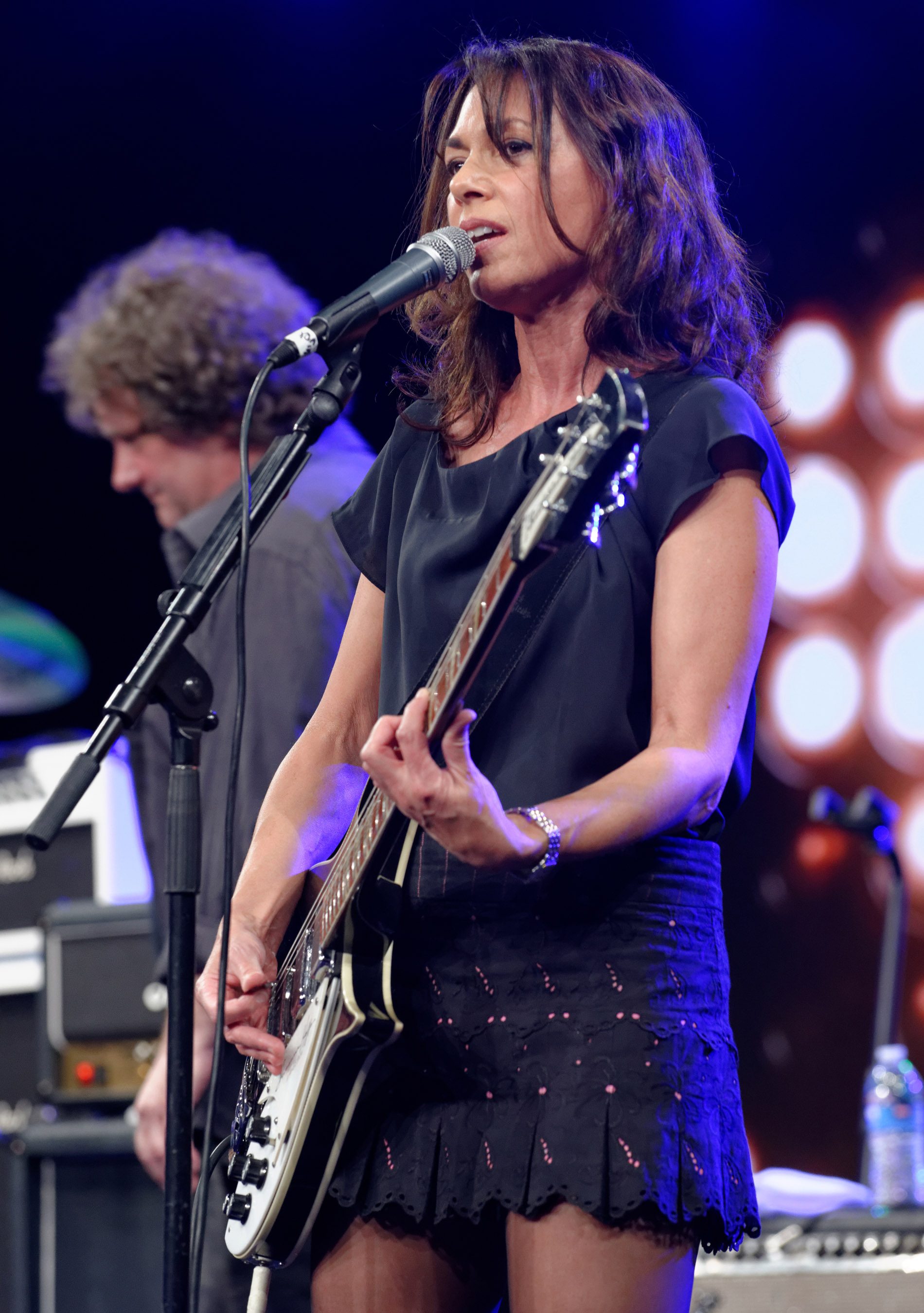
Susanna Hoffs w 2015 r.

### Albumy
| Solowe                                                                          |                                              |     |     |   |   |    |   |    |    |    |  |
| 1991                                                                            | When You're a Boy                            | 83  | 67  | – | – | 51 | – | 29 | –  | 56 |  |
| 1996                                                                            | Susanna Hoffs                                | –   | 228 | – | – | –  | – | –  | 50 | –  |  |
| 2006                                                                            | Under the Covers, Vol. 1 (z Matthew Sweetem) | 192 | –   | – | – | –  | – | –  | –  | –  |  |
| 2009                                                                            | Under the Covers, Vol. 2 (z Matthew Sweetem) | 106 | –   | – | – | –  | – | –  | –  | –  |  |
| 2012                                                                            | Someday                                      | –   | –   | – | – | –  | – | –  | –  | –  |  |
| 2012                                                                            | Some Summer Days (EP)                        | –   | –   | – | – | –  | – | –  | –  | –  |  |
| 2012                                                                            | From Me to You (EP)                          | –   | –   | – | – | –  | – | –  | –  | –  |  |
| 2012                                                                            | Under the Covers, Vol. 3 (z Matthew Sweetem) | –   | –   | – | – | –  | – | –  | –  | 72 |  |
| „–” oznacza albumy, które nie były notowane lub nie zostały wydane w tym kraju. |                                              |     |     |   |   |    |   |    |    |    |  |

### Single
| Solowe                                                                          |                                   |    |     |    |    |    |    |    |    |    |                                                             |
| 1991                                                                            | „My Side of the Bed”              | 30 | 54  | 20 | 36 | 23 | 33 | –  | –  | 44 |                                                             |
| 1991                                                                            | „Unconditional Love”              | –  | 100 | –  | –  | –  | –  | –  | –  | 65 |                                                             |
| 1991                                                                            | „Only Love”/„You Were on My Mind” | –  | 135 | –  | –  | –  | –  | –  | –  | –  |                                                             |
| 1996                                                                            | „All I Want”                      | 77 | 164 | –  | –  | –  | –  | 44 | 44 | 32 |                                                             |
| Z Ming Tea                                                                      |                                   |    |     |    |    |    |    |    |    |    |                                                             |
| 1997                                                                            | „BBC”                             | –  | –   | –  | –  | –  | –  | –  | –  | –  | From Austin Powers: International Man of Mystery Soundtrack |
| 2002                                                                            | „Daddy Wasn’t There”              | –  | –   | –  | –  | –  | –  | –  | –  | –  | From Austin Powers in Goldmember Soundtrack                 |
| „–” oznacza single, które nie były notowane lub nie zostały wydane w tym kraju. |                                   |    |     |    |    |    |    |    |    |    |                                                             |

## Filmografia
| Rok  | Tytuł                                           |
| ---- | ----------------------------------------------- |
| 1978 | Stony Island                                    |
| 1982 | The Haircut                                     |
| 1987 | The Allnighter                                  |
| 1990 | The Bangles – Greatest Hits: Videos             |
| 1997 | Austin Powers: International Man of Mystery     |
| 1999 | Austin Powers: The Spy Who Shagged Me           |
| 2002 | Austin Powers in Goldmember                     |
| 2003 | Doll Revolution – Bonus DVD                     |
| 2003 | Red Roses and Petrol – w ścieżce dźwiękowej     |
| 2012 | Comedy Bang! Bang! – gościnnie w jednym odcinku |